# Grunnelbach
Der Grunnelbach ist ein 7,5 km langer Bachlauf in Kassel-Niederzwehren.
Der Grunnelbach fließt von Westen von Oberzwehren kommend durch das historische Zentrum von Niederzwehren. Im Osten mündet er schließlich in die Fulda. Sein Einzugsgebiet beträgt 24,143 km².
Der Grunnelbach setzt sich zusammen aus Krebs-, Dönche- und Heisebach und wird bisweilen von einem Radweg, dem deutschen Märchenradwanderweg, begleitet. Im Ortskern ist der Grunnelbach kanalisiert. Außerhalb dieses Bereiches wird der Bach durch Grün gesäumt und verfügt daher über einen lokal bedeutsamen Erholungswert.